# Paul Watson
Paul Franklin Watson (Toronto, 2 de desembre de 1950) és un activista mediambiental canadenc, fundador de la Sea Shepherd Conservation Society, un grup d'acció directa centrat en la conservació marina. També ha escrit diverses obres en anglès sobre defensa mediambiental.
Watson es va unir a una protesta del Sierra Club contra les proves nuclears l'any 1969. Fou membre precoç i influent de Greenpeace. Publicacions com The New York Times o el The New Yorker l'acrediten com un dels fundadors de Greenpeace, però l'organització nega la reclamació. Watson va advocar per una estratègia d'acció directa que entrava en conflicte amb la interpretació de Greenpeace de la no-violència, va ser expulsat de la junta directiva el 1977, i posteriorment va deixar l'organització. Aquest mateix any, va formar la Sea Shepherd Conservation Society. L'organització és el tema ambiental d'un reality show, Whale Wars.
Promou el veganisme, i una visió del món biocèntrica, en lloc d'antropocèntrica.
Algunes de les seves accions han comportat responsabilitats legals denunciades per les autoritats de països com Estats Units, Canadà, Noruega, Costa Rica i Japó. Va ser detingut a Alemanya al maig de 2012, en una circular vermella de la Interpol demanant la seva detenció per permetre una sol·licitud d'extradició de Costa Rica. Una segona circular vermella va ser emesa el 14 de setembre de 2012, aquesta vegada a petició del Japó.
Després de romandre en el mar durant 15 mesos, va tornar a Los Angeles a finals d'octubre de 2013, passant per la duana "sense ser detingut". El 6 de novembre de 2013 es va presentar davant d'un tribunal d'apel·lacions dels Estats Units afirmant que ni ell ni la Sea Shepherd van violar una ordre de 2012 que exigia la llibertat de caça dels baleners. Malgrat que els Estats Units és membre signatari de la Interpol, Watson no ha estat mai detingut per la seva extradició al Japó o Costa Rica. Viu a Vermont escrivint llibres.

## Obres
- Sea Shepherd: My Fight for Whales and Seals (1981) (ISBN 0-393-01499-1)
- Earthforce! An Earth Warrior's Guide to Strategy (1993) (ISBN 0-9616019-5-7)
- Ocean Warrior: My Battle to End the Illegal Slaughter on the High Seas (1994) (ISBN 1-55013-599-6)
- Seal Wars: Twenty-Five Years on the Front Lines With the Harp Seals (2002) (ISBN 1-55297-751-X)
- Contributor to Terrorists or Freedom Fighters?: Reflections on the Liberations of Animals (2004) (ISBN 1-59056-054-X)
- Earthforce! An Earth Warrior's Guide to Strategy (2a edició, 2012)